# Temporada 2015 del Campeonato de España de Rally
La temporada 2015 fue la edición 59.ª del Campeonato de España de Rally. El calendario estaba compuesto de diez pruebas comenzando el 11 de abril en el Rally Villa de Adeje y finalizando el 22 de noviembre en el Rally Comunidad de Madrid. El Rally Villa de Adeje entró en lugar del Rally del Bierzo que además abrió el calendario. Posteriormente el Rally de Cantabria no se celebró debido a la falta de presupuesto por parte de la entidad organizadora, por lo que el calendario se quedó en nueve pruebas.

## Calendario
El Rally de Cantabria a pesar de ser incluido en la calendario a inicio de temporada, la organización anunció posteriormente que después de treinta y cinco años no sería posible celebrarse debido a no reunir un presupuesto con el mínimo de garantías.
| N.º | Fecha               | Prueba                                             | Resultados |
| --- | ------------------- | -------------------------------------------------- | ---------- |
| 1   | 11-12 de abril      | 25.º Rally Villa de Adeje-Tenerife                 | Resultados |
| 2   | 18-19 de abril      | 39.º Rally Islas Canarias - El Corte Inglés        | Resultados |
| 3   | 9-10 de mayo        | 33.º Rallye Sierra Morena                          | Resultados |
| 4   | 30-31 de mayo       | 51.º Rallye Internacional Rías Baixas              | Resultados |
| 5   | 13-14 de junio      | 48.º Rally de Ourense                              | Resultados |
| 6   | 23-24 de agosto     | 46.º Rallye de Ferrol                              | Resultados |
| 7   | 12-13 de septiembre | 52.º Rally Princesa de Asturias - Ciudad de Oviedo | Resultados |
| 8   | 26-27 de septiembre | 39.º Rallye Villa de Llanes                        | Resultados |
| -   | 10-11 de octubre    | Rally Santander Cantabria                          | Anulado    |
| 9   | 21-22 de noviembre  | 6.º Rally Comunidad de Madrid RACE - OPEL          | Resultados |

## Equipos

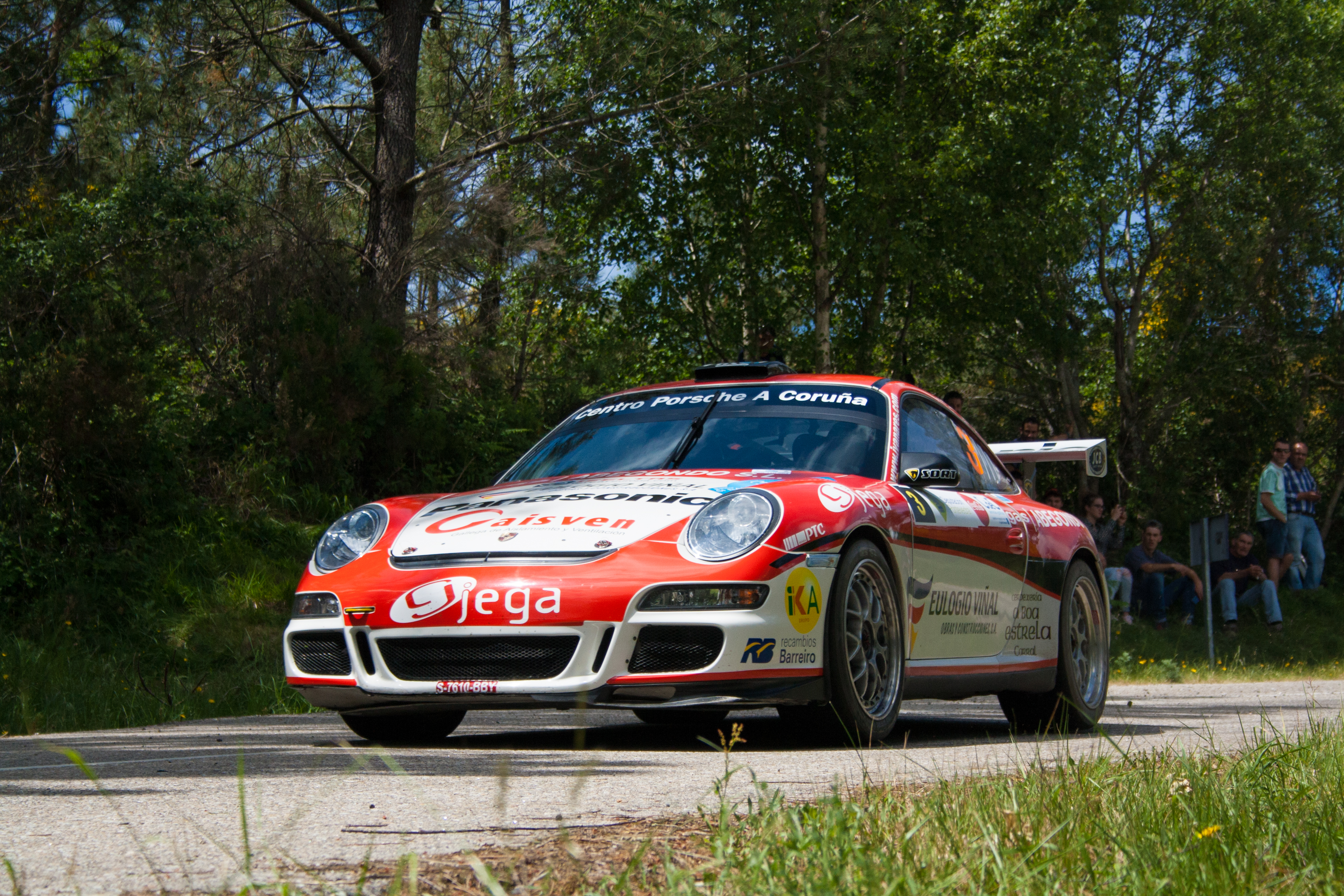
Iván Ares con tres victorias fue subcampeón esta temporada.

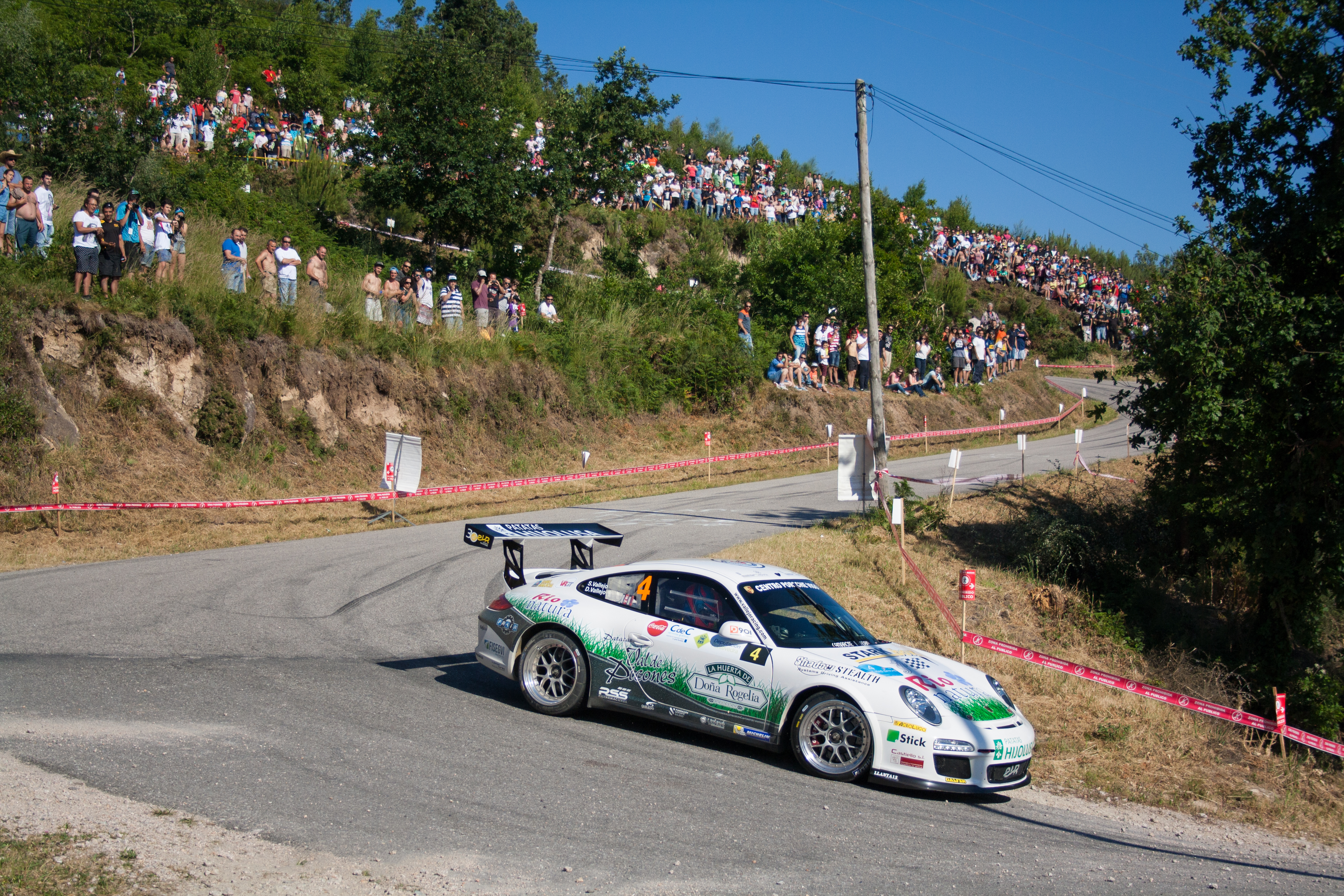
Vallejo que defendía el título de pilotos solo sumó una victoria en la temporada y fue tercero en el campeonato.

| Equipo                 | Vehículo                | Piloto                   | Copiloto                | Rondas            |
| Equipos oficiales      | Equipos oficiales       | Equipos oficiales        | Equipos oficiales       | Equipos oficiales |
| ---------------------- | ----------------------- | ------------------------ | ----------------------- | ----------------- |
| Red Opel España        | Opel Adam R2            | Esteban Vallín           | Borja Odriozola         | 1-3               |
| Red Opel España        | Opel Adam R2            | Ángela Vilariño          | Sara Fernández          | 1-3               |
| Suzuki Motor Ibérica   | Suzuki Swift S1600      | Gorka Antxustegui        | Alberto Iglesias        | 2-3               |
| Suzuki Motor Ibérica   | Suzuki Swift S1600      | Alberto Hevia            | Jordi Mercader          | 3                 |
| Equipos privados       |                         |                          |                         |                   |
| Escudería Ourense      | Porsche 997 GT3 RS      | Sergio Vallejo           | Diego Vallejo           | 1-9               |
| Copi Sport             | Porsche 997 GT3 RS      | Enrique Cruz             | Ariday Bonilla          | 1-2               |
| Auto Laca Competición  | Porsche 997 GT3 RS      | Miguel Ángel Fuster      | Ignacio Aviñó           | 1-9               |
| Auto Laca Competición  | Porsche 997 GT3 RS      | Pedro Burgo              | Marcos Burgo            | 1-6               |
| Auto Laca Competición  | Porsche 997 GT3 RS      | Yeray Lemes              | Rogelio Peñate          | 1-2               |
| Auto Laca Competición  | Ferrari 360 Rally       | Armide Martín            | Daniel Sosa             | 1                 |
| Auto Laca Competición  | Ferrari 360 Rally       | Armide Martín            | Víctor Parada           | 2                 |
| Auto Laca Competición  | Porsche 997 GT3 RS      | José Antonio Aznar       | José Crisanto Galán     | 1-2               |
| A.C. Almería           | Porsche 997 GT3 RS      | José Antonio Aznar       | José Crisanto Galán     | 3                 |
| RMC Motorsport         | Ford Fiesta R5          | Jonathan Pérez Suárez    | Rúa René                | 6-8               |
| RMC Motorsport         | Mitsubishi Lancer Evo X | Jonathan Pérez Suárez    | Rúa René                | 1-4               |
| RMC Motorsport         | Mitsubishi Lancer Evo X | Cristian García Martínez | Rebeca Liso Falcón      | 1-9               |
| RMC Motorsport         | Mitsubishi Lancer Evo X | Ángel Paniceres          | Salvador Belzunces      | 1-3               |
| RMC Motorsport         | Mitsubishi Lancer Evo X | Ángel Paniceres          | Francisco Javier Ávarez | 2                 |
| Peña Autocross Arteixo | Porsche 997 GT3 RS      | Iván Ares                | Álvaro Bañobre          | 1-9               |
| Escudería Scratch Fene | Mitsubishi Lancer Evo X | Edgar Vigo               | Fátima Ameneiro         | 1-3               |

## Resultados

### Campeonato de pilotos
| Pos. | Piloto                       | ADE | CNR | SRM | RBX | ORN | FRR | PRA | VLL | RCM | Puntos |
| ---- | ---------------------------- | --- | --- | --- | --- | --- | --- | --- | --- | --- | ------ |
| 1.   | Miguel Ángel Fuster          | 1   | 1   | 1   | 1   | 4   | 7   | 1   | 3   | Ret | 263,5  |
| 2.   | Iván Ares                    | 3   | 4   | 2   | 2   | 1   | 1   | 3   | 4   | 1   | 256,5  |
| 3.   | Sergio Vallejo               | 5   | Ret | 3   | 3   | 2   | 2   | 2   | 1   | Ret | 202    |
| 4.   | Cristian García Martínez     | 10  | 5   | 5   | 5   | 3   | 4   | 5   | 14  | 4   | 193,5  |
| 5.   | Pedro Burgo                  | 2   | 3   | 4   | 4   | Ret | 3   |     |     |     | 147,5  |
| 6.   | Gorka Antxustegi             |     | 7   | 15  | 9   | Ret | 5   | Ret | 5   | 6   | 116,5  |
| 7.   | Daniel Marbán                |     | 12  | 6   | Ret | 7   | Ret | Ret | 8   | 2   | 100,5  |
| 8.   | Víctor Senra                 |     | 10  | 10  | 8   | 8   | Ret | 10  | 11  | 13  | 98,5   |
| 9.   | Jonathan Pérez Suárez        | 6   | Ret | Ret | 6   |     | Ret | 4   | 2   |     | 97     |
| 10.  | José Luis Peláez             | 8   | 11  | Ret | 14  | 10  | Ret | 12  | 12  | 7   | 90,5   |
| 11.  | Esteban Vallín               | Ret | 8   | 11  | Ret | 6   | Ret | 8   | 17  | Ret | 78,5   |
| 12.  | Fran Cima                    |     |     | 16  | 12  | 12  | 13  | 7   | 10  | 9   | 77     |
| 13.  | Armide Martín                | 4   | 2   |     |     |     |     |     |     |     | 70     |
| 14.  | Alberto Hevia                |     |     | 8   | 7   | 5   |     |     |     |     | 59     |
| 15.  | Ángel Paniceres              | 9   | 23  | Ret | Ret | 14  | 12  | 11  | 18  | 11  | 56     |
| 16.  | José Alonso Liste            |     |     | 13  | Ret |     | 14  | Ret | 19  | 8   | 45     |
| 17.  | Iago Caamaño                 |     |     | 12  | 27  | Ret | 9   |     | 9   | Ret | 39     |
| 18.  | José Antonio Aznar           | 7   | Ret | 7   |     |     |     |     |     |     | 38     |
| 19.  | Pablo Pazó                   |     | 14  | 17  | Ret | Ret | 6   | Ret |     |     | 35,5   |
| 20.  | Alberto Monarri              |     |     | 38  | 37  | 37  | 36  | 13  | 38  | 3   | 35     |
| 21.  | José Manuel Mora             |     |     |     |     |     | 10  | 6   | Ret |     | 34     |
| 22.  | Ángel Luis Marrero           |     | 6   |     |     |     |     |     |     |     | 31,5   |
| 23.  | Álvaro Muñiz                 | Ret | Ret |     | 10  | Ret | 8   |     |     |     | 30     |
| 24.  | Ángela Vilariño              | 19  | 18  | 23  | 18  | 18  | Ret | 16  | 20  | 15  | 26,5   |
| 25.  | Marcos Canedo López          |     |     |     |     | 9   | 11  |     |     |     | 26     |
| 26.  | Alberto San Segundo          |     |     |     |     |     |     |     |     | 5   | 23     |
| 27.  | Julián Jesús Falcón          |     | 9   |     |     |     |     |     |     |     | 22,5   |
| 28.  | Daniel Peña                  |     |     |     |     |     |     |     | 6   |     | 21     |
| 29.  | Surhayen Pernía              |     |     |     |     |     |     |     | 7   |     | 19     |
| 30.  | Roberto Blach, jr.           | 18  | 20  | Ret | 22  | 20  | 18  | Ret | 28  | 12  | 17,5   |
| 31.  | Marcos González Espino       | 17  | 13  |     |     |     |     |     |     |     | 16     |
| 32.  | Pedro Cordero                |     |     | 9   |     |     |     |     |     |     | 15     |
| 33.  | Óscar Palacio                |     |     |     |     |     |     | 9   | Ret |     | 15     |
| 34.  | José Calvar González         |     |     |     |     |     |     |     |     | 10  | 13     |
| 35.  | Adrián Chávez                | 11  |     |     |     |     |     |     |     |     | 11     |
| 36.  | Félix Macías                 |     |     |     | 11  |     |     |     |     |     | 11     |
| 37.  | Adrián Díaz Pérez            |     |     | 24  |     | 19  | 15  | 19  | 23  |     | 11     |
| 38.  | Alberto Alonso               |     |     |     |     |     |     | 17  |     | 16  | 10     |
| 39.  | Víctor Pérez Silva           |     |     |     | 12  |     |     |     |     |     | 9      |
| 40.  | Alexis Rodríguez González    | 12  |     |     |     |     |     |     |     |     | 9      |
| 41.  | Nelson Climent               |     | 15  |     |     |     |     |     |     |     | 9      |
| 42.  | Daniel Alonso                |     |     |     |     |     |     |     | 13  |     | 8      |
| 43.  | Ulises F. Lorenzo Dorta      | 13  |     |     |     |     |     |     |     |     | 8      |
| 44.  | Daniel Santana               | 16  | 19  |     |     |     |     |     |     |     | 8      |
| 45.  | Pablo Silva                  |     |     |     | Ret | 13  | Ret |     |     |     | 8      |
| 46.  | Juan A. López Martel         |     | 16  |     |     |     |     |     |     |     | 7.5    |
| 47.  | José Antonio Caballero Muñoz |     |     | 14  |     |     |     |     |     |     | 7      |
| 48.  | David Nafría                 |     |     |     |     |     |     | 15  |     |     | 7      |
| 49.  | Jonathan Rancel Rodríguez    | 14  |     |     |     |     |     |     |     |     | 7      |
| 50.  | Gustavo Sosa                 |     |     |     |     |     |     |     |     | 14  | 7      |
| 51.  | Manuel Sandamil              |     |     |     | 20  | 16  | Ret |     |     |     | 7      |
| 52.  | Édgar Vigo                   | 22  | 24  | 18  | Ret | 33  | 17  | Ret | 21  |     | 7      |
| 53.  | Antonio Miguel Beltrán       | 15  |     |     |     |     |     |     |     |     | 6      |
| 54.  | Iago Silva Domínguez         |     |     |     |     | 15  |     |     |     |     | 6      |
| 55.  | Francisco Javier Ramírez     |     | 17  |     |     |     |     |     |     |     | 6      |
| 56.  | César Palacio                |     |     | 27  |     | 24  | 19  | 18  | 26  |     | 6      |
| 57.  | David Cortés                 |     |     | 26  |     | 17  | 26  | 20  | 29  |     | 6      |
| 58.  | Roland Holke                 |     |     |     |     |     | Ret |     | 15  |     | 6      |
| 59.  | José Fernando Rico           |     |     | 20  |     | 26  | 16  | Ret | 27  |     | 6      |
| 60.  | João Correia                 |     |     |     | 15  | Ret |     | Ret |     |     | 6      |
| 61.  | Rubén Domínguez              |     |     |     | 16  |     |     |     |     |     | 5      |
| 62.  | Daniel Martínez              |     |     |     |     |     |     |     | 16  |     | 5      |
| 63.  | Gil Antunes                  |     |     |     |     | Ret | 30  | 30  |     | 17  | 4      |
| 64.  | Juan Carlos Aguado           |     |     |     | 19  |     |     |     |     |     | 3      |
| 65.  | Santiago Cañizares           |     |     | 28  | Ret |     |     |     | Ret | 18  | 3      |
| 66.  | Ángel Domenech               |     |     |     |     |     |     |     |     | 19  | 2      |
| 67.  | Óscar Gil                    |     |     | 19  |     |     |     |     |     | Ret | 2      |
| 68.  | Javier Fernández Higuera     |     |     |     |     |     | 20  |     |     |     | 1      |
| 69.  | Leopoldo Mansito Pérez       | 20  |     |     |     |     |     |     |     |     | 1      |
| 70.  | Roberto Torres               |     |     |     | 21  |     |     |     |     |     | 1      |
| 71.  | Emma Falcón                  |     |     |     |     |     |     | 22  | 35  | 20  | 1      |
| 72.  | Juan Manuel Mañá             |     |     | 21  |     | 23  | 33  | 21  | 32  |     | 1      |

### Copa de copilotos
| Pos. | Nombre               | Puntos |
| ---- | -------------------- | ------ |
| 1.   | Ignacio Aviñó        | 263,5  |
| 2.   | Álvaro Bañobre       | 256,5  |
| 3.   | Diego Vallejo        | 202    |
| 4.   | Rebeca Liso          | 193,5  |
| 5.   | Marcos Burgo         | 147,5  |
| 6.   | Alejandro López      | 96     |
| 7.   | Alberto Iglesias Pin | 93     |
| 8.   | Víctor M. Ferrero    | 76     |
| 9.   | Borja Odriozola      | 78     |
| 10.  | Rene Rua             | 76     |

### Campeonato de marcas
| Pos. | Nombre     | Puntos |
| ---- | ---------- | ------ |
| 1.   | Mitsubishi | 501,5  |
| 2.   | Suzuki     | 413    |
| 3.   | Renault    | 280    |
| 4.   | SEAT       | 28     |

### Copa vehículos FIA

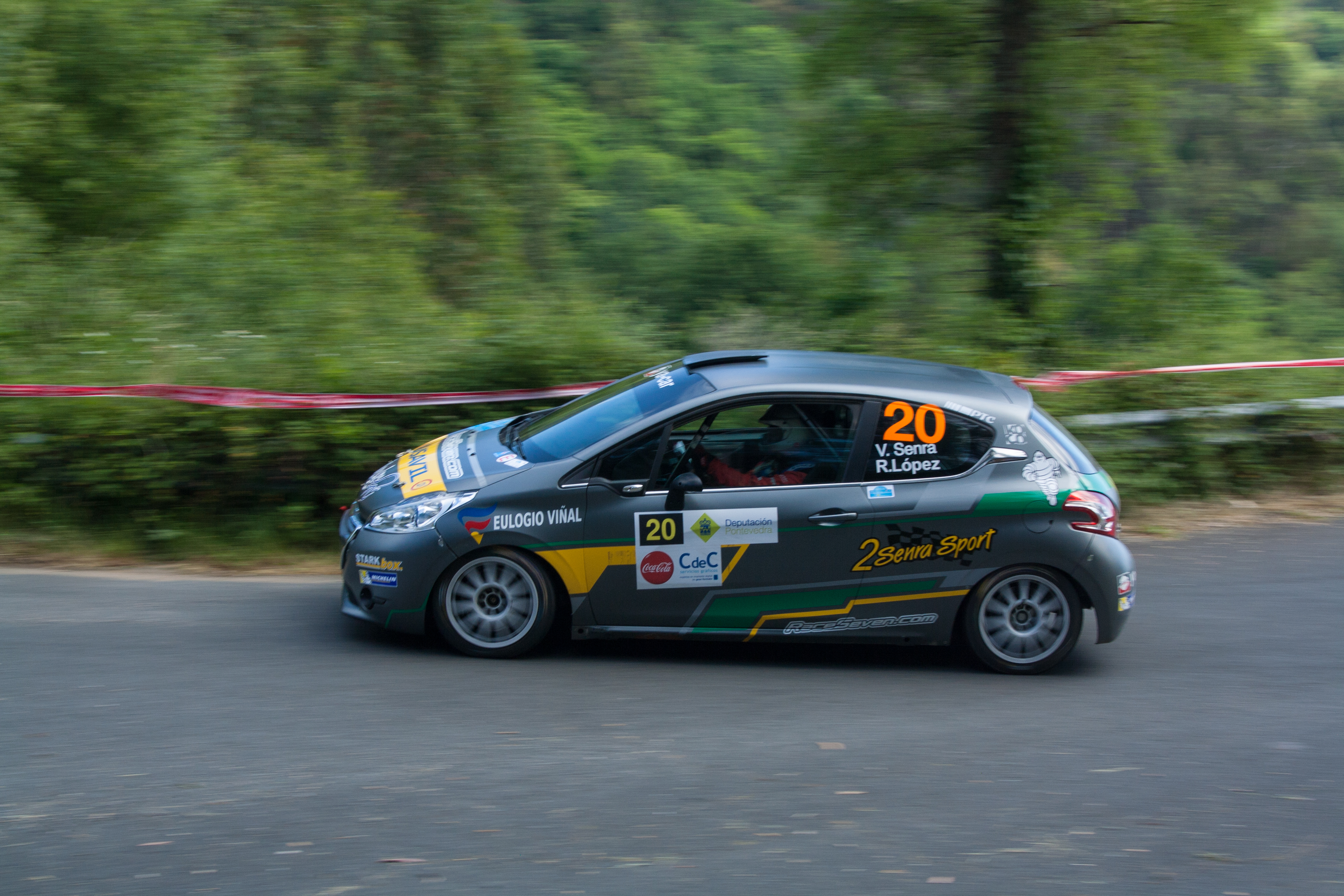
Víctor Senra se adjudicó la categoría vehículos FIA.

| Pos. | Nombre           | Puntos |
| ---- | ---------------- | ------ |
| 1.   | Víctor Senra     | 205    |
| 2.   | José Luis Peláez | 198,5  |
| 3.   | Francisco Cima   | 188    |
| 4.   | Ángel Paniceres  | 153,5  |
| 5.   | Esteban Vallín   | 151    |

### Copa de competidores colectivos
| Pos. | Nombre                 | Puntos |
| ---- | ---------------------- | ------ |
| 1.   | Autolaca Competición   | 456    |
| 2.   | RMC Motorsport         | 394    |
| 3.   | Escudería Ourense      | 248    |
| 4.   | Peña Autocross Arteixo | 229,5  |
| 5.   | Suzuki Motor Ibérica   | 204,5  |

### Trofeo grupo N

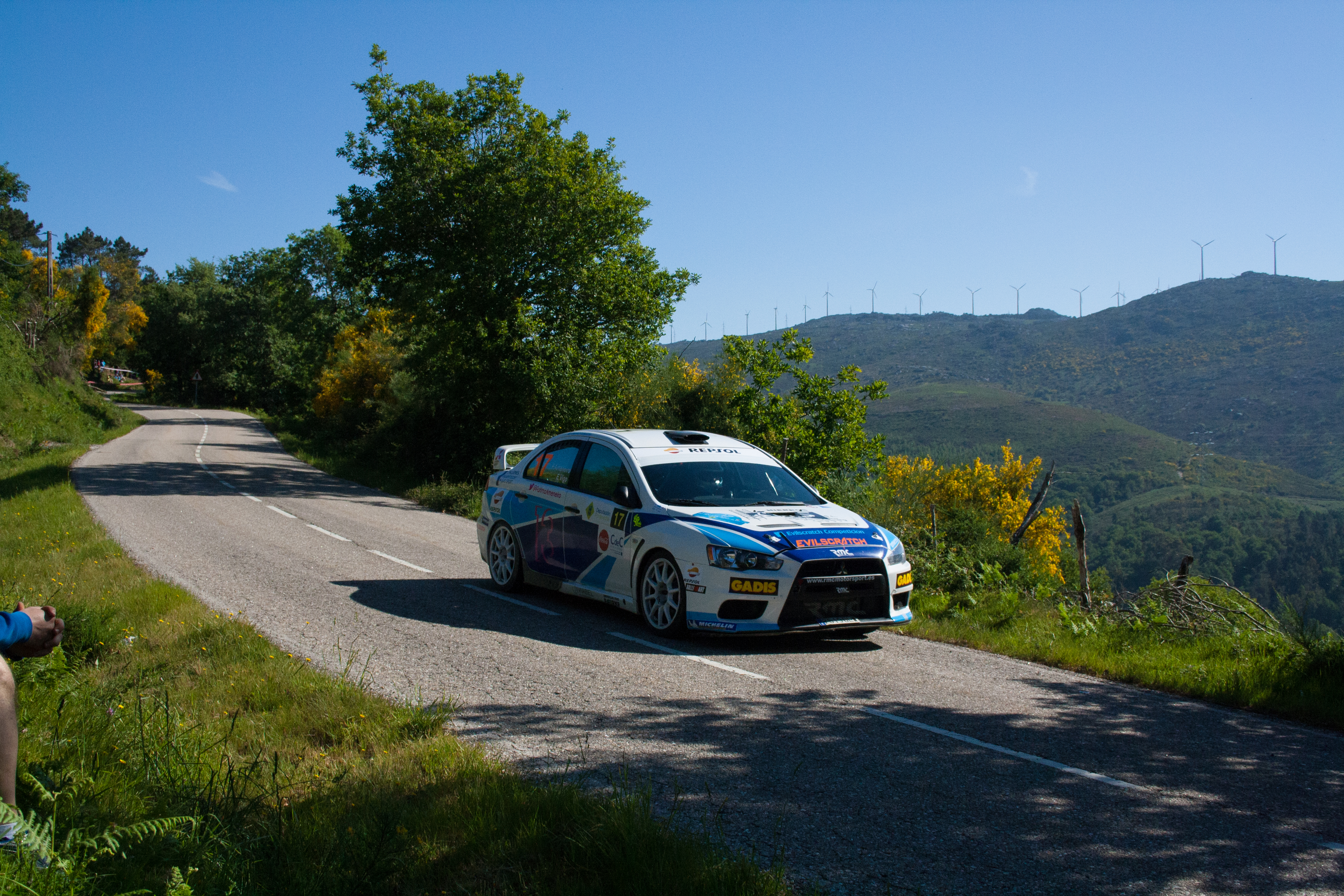
Édgar Vigo venció en la categoría de grupo N.

| Pos. | Nombre            | Puntos |
| ---- | ----------------- | ------ |
| 1.   | Edgar Vigo        | 204    |
| 2.   | Ángel Paniceres   | 122,5  |
| 3.   | Manuel Sandamil   | 65     |
| 4.   | Gustavo Sosa      | 35     |
| 5.   | Ulises F. Lorenzo | 30     |

### Trofeo 2RM
| Pos. | Nombre                    | Puntos |
| ---- | ------------------------- | ------ |
| 1.   | Gorka Antxustegui         | 200    |
| 2.   | Víctor Senra              | 186,6  |
| 3.   | José Luis Peláez Olivares | 180,5  |
| 4.   | Francisco Cima            | 162    |
| 5.   | Esteban Vallín            | 162    |

### Trofeo vehículos GT
| Pos. | Nombre              | Puntos |
| ---- | ------------------- | ------ |
| 1.   | Iván Ares           | 229,5  |
| 2.   | Miguel Ángel Fuster | 222,5  |
| 3.   | Sergio Vallejo      | 202,5  |
| 4.   | Pedro Burgo         | 147,5  |
| 5.   | Daniel Marbán       | 139,5  |

### Trofeo júnior

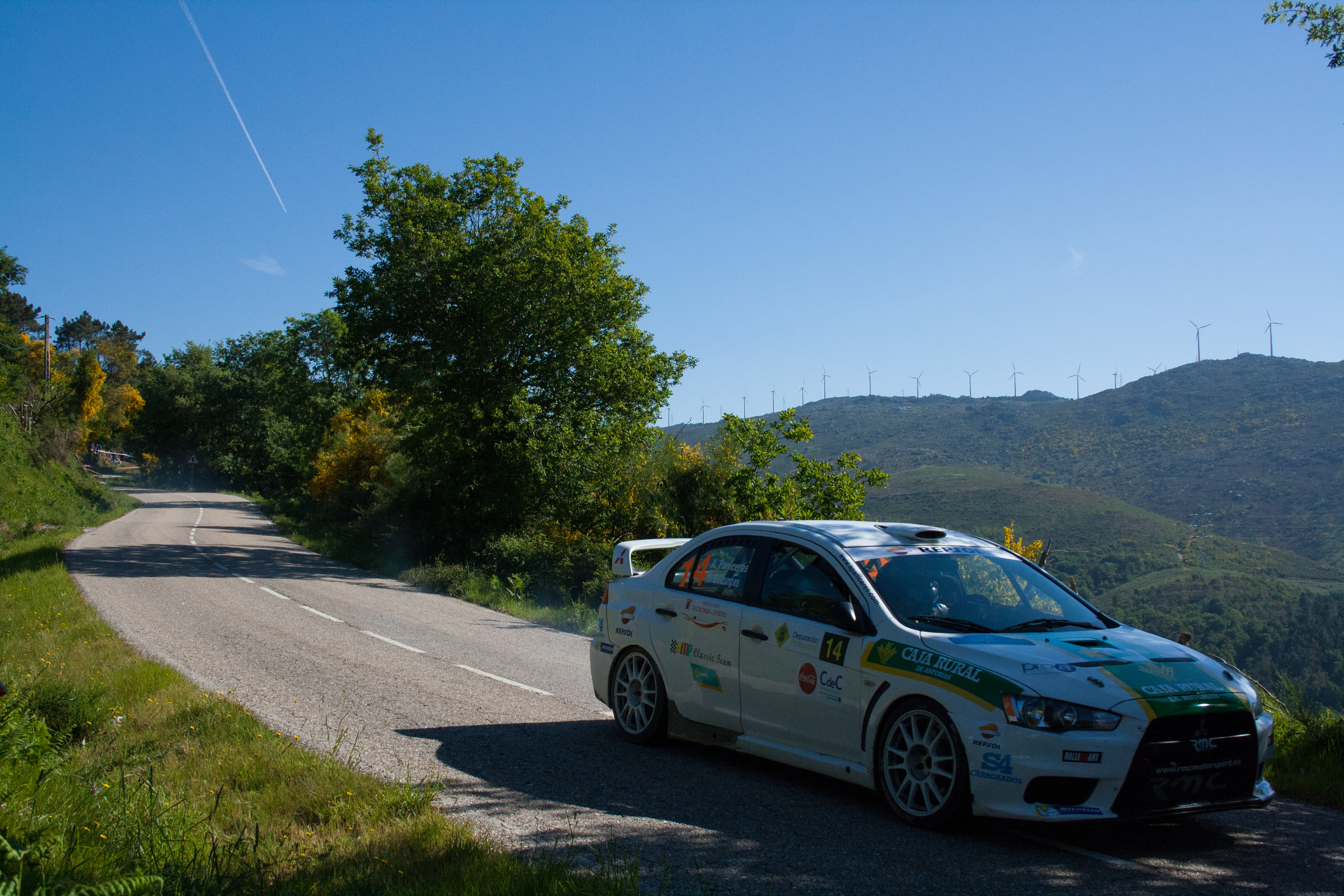
Ángel Paniceres fue el ganador en la categoría júnior.

| Pos. | Nombre                    | Puntos |
| ---- | ------------------------- | ------ |
| 1.   | Ángel Paniceres           | 250,5  |
| 2.   | Roberto Blach Núñez       | 194    |
| 3.   | José Javier Pérez Briones | 152    |
| 4.   | Efrén Llarena             | 114    |
| 5.   | Carles Duran              | 111    |

### Trofeo pilotos femeninos
| Pos. | Nombre               | Puntos |
| ---- | -------------------- | ------ |
| 1.   | Angela Vilariño      | 262,5  |
| 2.   | Emma Falcón          | 90     |
| 3.   | Elba Mirlinda Correa | 89     |
| 4.   | Eva Costas Rodríguez | 30     |

### Trofeo R5
| Pos. | Nombre                | Puntos |
| ---- | --------------------- | ------ |
| 1.   | Jonathan Pérez Suárez | 70     |
| 2.   | Miguel Ángel Fuster   | 35     |
| 3.   | Daniel Alonso         | 30     |

### Trofeo R3

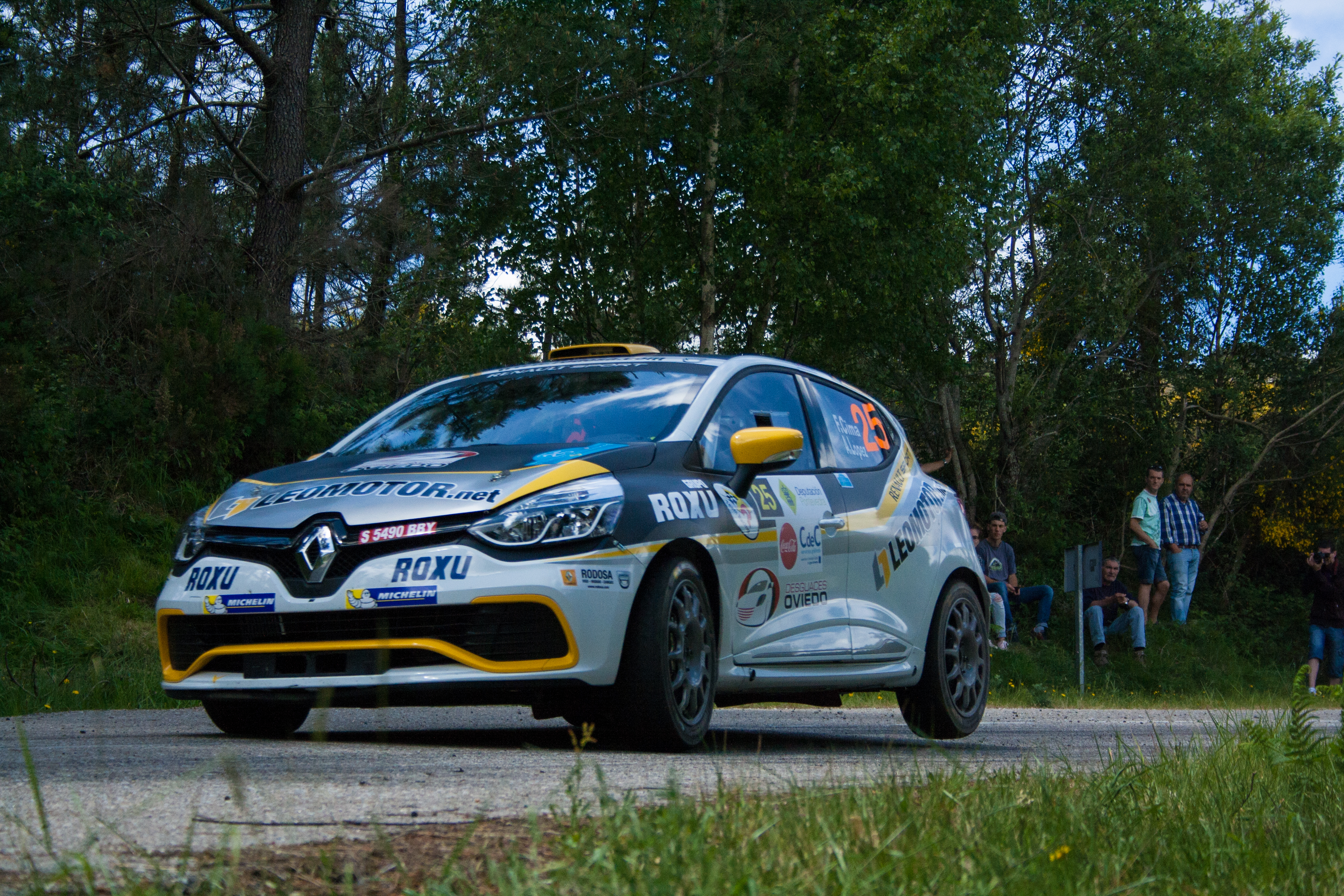
Francisco Cima ganó con amplia ventaja en la categoría R3.

| Pos. | Nombre            | Puntos |
| ---- | ----------------- | ------ |
| 1.   | Francisco Cima    | 240    |
| 2.   | Gil Antunes       | 85     |
| 3.   | José Luis Marrero | 52,5   |
| 4.   | Julian J. Falcon  | 45     |
| 5.   | Daniel Peña       | 35     |

### Trofeo R2
| Pos. | Nombre              | Puntos |
| ---- | ------------------- | ------ |
| 1.   | Víctor Senra        | 230    |
| 2.   | José Luis Peláez    | 218,5  |
| 3.   | Esteban Vallín      | 172,5  |
| 4.   | Angela Vilariño     | 166,5  |
| 5.   | Roberto Blach Núñez | 161,5  |

### Trofeo N3
| Pos. | Nombre                | Puntos |
| ---- | --------------------- | ------ |
| 1.   | Adrián Díaz Pérez     | 149    |
| 2.   | César Palacio Álvarez | 124    |
| 3.   | David Cortes Carabal  | 123    |
| 4.   | José Fernando Rico    | 105    |
| 5.   | Juan Manuel Maña      | 104    |

### Trofeo grupo N2
| Pos. | Nombre                    | Puntos |
| ---- | ------------------------- | ------ |
| 1.   | José Antonio Alonso Liste | 175    |
| 2.   | Álvaro Muñiz Mora         | 35     |

### Mitsubishi Evo Cup

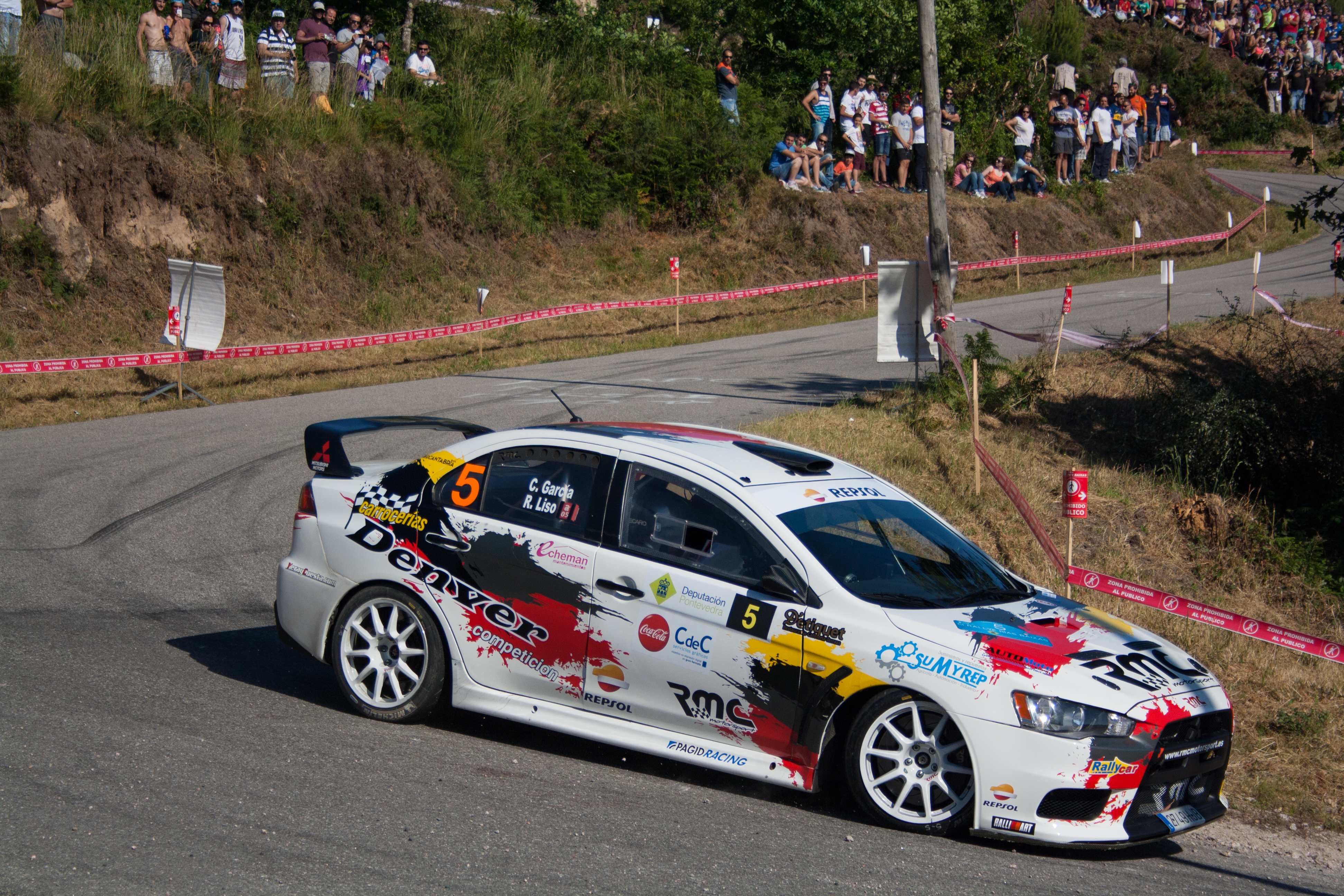
Cristián García se adjudicó la Mitsubishi Evo Cup.

| Pos. | Nombre                   | Puntos |
| ---- | ------------------------ | ------ |
| 1.   | Cristian García Martínez | 84     |
| 2.   | Ángel Paniceres          | 24     |
| 3.   | Édgar Vigo               | 20     |
| 4.   | Jonathan Pérez Suárez    | 18     |
| 5.   | Surhayen Pernía          | 10     |
| 6.   | José Caballero           | 8      |
| 7.   | Óscar Palacio            | 8      |
| 8.   | Alberto San Segundo      | 8      |
| 9.   | Ángel Domenech           | 6      |
| 10.  | Iván Suárez              | 6      |

### Copa Suzuki Swift
| Pos. | Nombre            | Puntos |
| ---- | ----------------- | ------ |
| 1.   | Adrián Díaz Pérez | 115    |
| 2.   | D. Cortes         | 86     |
| 3.   | César Palacio     | 77     |
| 4.   | Fernando Rico     | 70     |
| 5.   | J. Maña           | 70     |
| 6.   | Efrén Llarena     | 65     |
| 7.   | Alberto Otero     | 54     |
| 8.   | J. Pazo           | 47     |
| 9.   | A. Iglesias       | 42     |
| 10.  | P. Rey            | 38     |

### Dacia Sandero Rally Cup

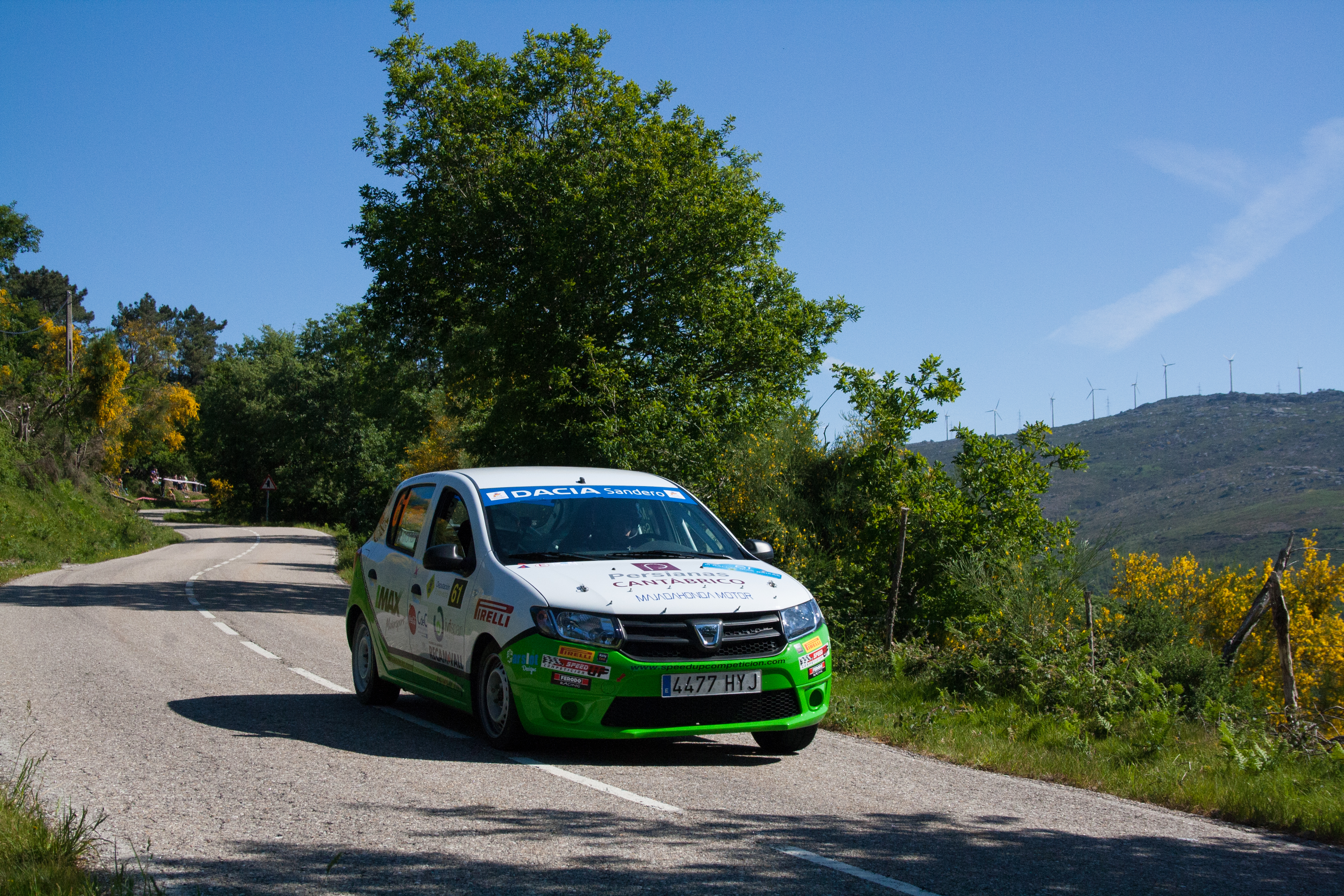
Alberto Monarri fue el campeón de la Copa Dacia Sandero.

| Pos. | Nombre            | Puntos |
| ---- | ----------------- | ------ |
| 1.   | Alberto Monarri   | 225    |
| 2.   | Rubén Gómez       | 186    |
| 3.   | José Javier Pérez | 144    |
| 4.   | Iván Forcada      | 122    |
| 5.   | Carles Duran      | 105    |
| 6.   | Javier Bouza      | 55     |
| 7.   | Elba Mirlinda     | 36     |
| 8.   | Ángel Toro        | 36     |
| 9.   | Pedro Vila        | 30     |
| 10.  | Óscar Barroso     | 27     |